# Daphne Caruana Galizia
Daphne Anne Caruana Galizia (născută Vella; 26 august 1964 – 16 octombrie 2017) a fost o jurnalistă, scriitoare și activistă anticorupție malteză, care a raportat despre evenimente politice din Malta. În special, ea s-a concentrat pe jurnalismul de investigație, raportarea asupra corupției guvernamentale, nepotismul, patronaj, acuzațiile de spălare de bani, legături între industria de jocuri de noroc online din Malta și crima organizată, schema de cetățenie-prin-investiție a Maltei și plățile de la guvernul Azerbaidjanului. Reputația națională și internațională a Caruana Galizia s-a întemeiat pe raportarea ei periodică a unor comportamente incorecte de către politicieni maltezi și persoane expuse politic.
Caruana Galizia a continuat să publice articole timp de zeci de ani, în ciuda intimidării și amenințărilor, a proceselor de calomnie și a altor procese. Caruana Galizia a fost arestată de Forța de Poliție din Malta în două ocazii. Investigațiile lui Caruana Galizia au fost publicate prin intermediul blogului personal Running Commentary, pe care l-a înființat în 2008. A fost o cronistă obișnuită cu The Sunday Times of Malta și mai târziu The Malta Independent. Blogul ei a constat în raportări și comentarii de investigații, unele dintre ele fiind considerate atacuri personale asupra indivizilor, ducând la o serie de bătălii legale. În 2016 și 2017, ea a dezvăluit informații și acuzații controversate despre o serie de politicieni maltezi și scandalul Panama Papers.
La 16 octombrie 2017, Caruana Galizia a murit aproape de casa ei, când o bombă pentru mașini a fost detonată în interiorul vehiculului său, atrăgând o condamnare largă locală și internațională a atacului. În decembrie 2017, trei bărbați au fost arestați în legătură cu atacul cu mașina cu bombă. În aprilie 2018, un consorțiu format din 45 de jurnaliști internaționali a publicat The Daphne Project, o colaborare pentru finalizarea activității sale de investigare.
Premiul GUE/NGL pentru jurnaliști, informatori și apărători ai dreptului la informație a fost înființat în 2018 în onoarea Galiziei. Poliția l-a arestat pe Yorgen Fenech, proprietarul companiei 17 Black din Dubai, pe yachtul său, la 20 noiembrie 2019, în legătură cu uciderea ei.

## Legături externe
Materiale media legate de Daphne Caruana Galizia la Wikimedia Commons
- Caruana Galizia's Running Commentary blog
- The Daphne Project